# 경찰직무응원법
경찰직무 응원법(警察職務 應援法)
제1조(응원경찰관의 파견) ① 지방경찰청장 또는 지방해양경찰관서의 장은 돌발사태를 진압하거나 공공질서가 교란(攪亂)되었거나 교란될 우려가 현저한 지역(이하 "특수지구"라 한다)을 경비할 때 그 소관 경찰력으로는 이를 감당하기 곤란하다고 인정할 때에는 응원(應援)을 받기 위하여 다른 지방경찰청장이나 지방해양경찰관서의 장 또는 자치경찰단을 설치한 제주특별자치도지사에게 경찰관 파견을 요구할 수 있다.  <개정 2014. 11. 19., 2017. 7. 26.>
② 경찰청장이나 해양경찰청장은 돌발사태를 진압하거나 특수지구를 경비할 때 긴급한 경우 지방경찰청장, 소속 경찰기관의 장 또는 지방해양경찰관서의 장에게 다른 지방경찰청 또는 지방해양경찰관서의 경찰관을 응원하도록 소속 경찰관의 파견을 명할 수 있다.  <개정 2017. 7. 26.>
[전문개정 2010. 7. 23.]
제2조(파견경찰관의 소속) 제1조에 따라 파견된 경찰관은 파견받은 지방경찰청 또는 지방해양경찰관서의 경찰관으로서 직무를 수행한다.  <개정 2014. 11. 19., 2017. 7. 26.>
[전문개정 2010. 7. 23.]
제3조(이동 근무) 지방경찰청장이나 지방해양경찰관서의 장은 경호, 이동 승무, 물품 호송 등에 특히 필요한 경우에는 그 소속 경찰관으로 하여금 다른 지방경찰청 또는 지방해양경찰관서의 구역에서 직무를 수행하게 할 수 있다.  <개정 2014. 11. 19., 2017. 7. 26.>
[전문개정 2010. 7. 23.]
제4조(기동대의 편성) 경찰청장 또는 해양경찰청장은 돌발사태를 진압하거나 특수지구를 경비하도록 하기 위하여 특히 필요할 때에는 소속 경찰관으로 경찰기동대(이하 "기동대"라 한다)를 편성하여 필요한 지역에 파견할 수 있다.
[전문개정 2017. 7. 26.]
제5조(기동대의 편성ㆍ파견ㆍ해체) 기동대의 편성, 파견 목적, 주둔지역과 해체는 그때마다 경찰청장이나 해양경찰청장이 공고한다.  <개정 2014. 11. 19., 2017. 7. 26.>
[전문개정 2010. 7. 23.]

제6조(기동대의 대장) 기동대에 대장을 두되, 대장은 경무관(警務官) 또는 총경(總警) 중에서 경찰청장이나 해양경찰청장이 임명한다. 다만, 필요에 따라 과장인 총경으로 하여금 대장을 겸하게 할 수 있다.  <개정 2014. 11. 19., 2017. 7. 26.>
[전문개정 2010. 7. 23.]
제7조(대장의 권한) 대장은 경찰청장이나 해양경찰청장의 명을 받아 기동대의 업무를 맡아 처리하며 소속 경찰관(이하 "대원"이라 한다)을 지휘ㆍ감독한다.  <개정 2014. 11. 19., 2017. 7. 26.>

제8조(파견경찰관의 직무) 제1조와 제3조에 따라 파견된 경찰관과 제4조에 따른 기동대는 파견 목적 외의 직무를 수행할 수 없다.
[전문개정 2010. 7. 23.]

제9조(상벌, 승진, 복무 및 수당) 대원에 대한 상벌, 승진, 복무 및 특별수당에 관한 사항은 대통령령으로 정한다.
[전문개정 2010. 7. 23.]

부      칙 <법률 제358호, 1955. 6. 30.>
본법은 단기4288년 7월 1일부터 시행한다.
서남지구전투경찰대설치법은 이를 폐지한다.
부      칙 <법률 제4369호, 1991. 5. 31.>  (경찰법)
제1조 (시행일) 이 법은 공포후 60일이 경과한 날부터 시행한다.

제2조 및 제3조 생략
제4조 (다른 법률의 개정) ① 내지 ⑧생략
⑨경찰직무응원법중 다음과 같이 개정한다.
제1조제1항중 "서울특별시장 또는 도지사(以下 地方長官이라 한다)는"을 "지방경찰청장은"으로, "타지방장관"을 "다른 지방경찰청장"으로 하고, 동조제2항을 다음과 같이 한다.
②경찰청장은 돌발사태의 진압이나 특수지구의 경비에 있어서 긴급한 경우에는 지방경찰청장 또는 소속경찰기관의 장에 대하여 다른 지방경찰청의 경찰관을 응원시키기 위하여 소속경찰관의 파견을 명할 수 있다.
제2조중 "도"를 "지방경찰청"으로 한다.
제3조중 "지방장관"을 "지방경찰청장"으로, "타도"를 "다른 지방경찰청"으로 한다.
제4조 및 제5조중 "내무부장관"을 각각 "경찰청장"으로 한다.
제6조 본문중 "내무부장관"을 "경찰청장"으로 하고, 동조 단서중 "내무부치안국과장인 서기관"을 "경찰청과장인 총경"으로 한다.
제7조제1항중 "내무부장관"을 "경찰청장"으로 하고, 동조제2항을 삭제한다.
⑩ 내지 ⑲생략
제5조 및 제6조 생략

부      칙 <법률 제5153호, 1996. 8. 8.>  (정부조직법)
제1조 (시행일) 이 법은 공포후 30일 이내에 제41조의 개정규정에 의한 해양수산부와 해양경찰청의 조직에 관한 대통령령의 시행일부터 시행한다.

제2조 생략
제3조 (다른 법률의 개정) ① 내지 ⑦생략
⑧경찰직무응원법중 다음과 같이 개정한다.
제1조제1항 및 제3조중 "지방경찰청장"을 각각 "지방경찰청장 또는 지방해양경찰관서의 장"으로 한다.
제1조제2항 및 제4조 내지 제7조중 "경찰청장"을 각각 "경찰청장 또는 해양경찰청장"으로 한다.
제1조제2항중 "지방경찰청장 또는 소속 경찰기관의 장"을 "지방경찰청장, 소속 경찰기관의 장 또는 지방해양경찰관서의 장"으로 한다.
제1조제2항, 제2조 및 제3조중 "지방경찰청"을 각각 "지방경찰청 또는 지방해양경찰관서"로 한다.
제6조중 "경찰청과장"을 "경찰청 또는 해양경찰청의 과장"으로 한다.
⑨ 내지 <69>생략
제4조 생략

부      칙 <법률 제7849호, 2006. 2. 21.>  (제주특별자치도 설치 및 국제자유도시 조성을 위한 특별법)
제1조 (시행일) 이 법은 2006년 7월 1일부터 시행한다. <단서 생략>

제2조 내지 제39조 생략
제40조 (다른 법령의 개정) ① 내지 ④생략
⑤경찰직무응원법 일부를 다음과 같이 개정한다.
제1조제1항 중 "다른 지방경찰청장 또는 지방해양경찰관서의 장"을 "다른 지방경찰청장ㆍ지방해양경찰관서의 장 또는 자치경찰단을 설치한 제주특별자치도지사"로 한다.
⑥ 내지 ㊼생략
제41조 생략

부      칙 <법률 제10379호, 2010. 7. 23.>
이 법은 공포한 날부터 시행한다.

부      칙 <법률 제12844호,  2014. 11. 19.>  (정부조직법)
제1조(시행일) 이 법은 공포한 날부터 시행한다. 다만, 부칙 제6조에 따라 개정되는 법률 중 이 법 시행 전에 공포되었으나 시행일이 도래하지 아니한 법률을 개정한 부분은 각각 해당 법률의 시행일부터 시행한다.

제2조부터 제5조까지 생략
제6조(다른 법률의 개정) ①부터 <130>까지 생략
<131> 경찰직무 응원법 일부를 다음과 같이 개정한다.
제1조제1항 중 "지방해양경찰관서"를 각각 "지방해양경비안전관서"로 하고, 같은 조 제2항을 다음과 같이 한다.
② 돌발사태를 진압하거나 특수지구를 경비할 때 긴급한 경우 경찰청장은 지방경찰청장 또는 소속 경찰기관의 장에게 다른 지방경찰청 또는 지방해양경비안전관서의 경찰관을 응원하도록 소속 경찰관의 파견을 명할 수 있고, 국민안전처장관은 지방해양관서의 장에게 다른 지방경찰청 또는 지방해양경비안전관서의 경찰관을 응원하도록 소속 경찰관의 파견을 명할 수 있다.
제2조 및 제3조 중 "지방해양경찰관서"를 각각 "지방해양경비안전관서"로 한다.
제4조를 다음과 같이 한다. 
제4조(기동대의 편성) ① 경찰청장은 돌발사태를 진압하거나 특수지구를 경비하도록 하기 위하여 특히 필요한 경우 소속 경찰관으로 경찰기동대(이하 "기동대"라 한다)를 편성하여 필요한 지역에 파견할 수 있다. 
② 국민안전처장관은 돌발사태를 진압하거나 특수지구를 경비하도록 하기 위하여 특히 필요한 경우 소속 경찰관으로 기동대를 편성하여 필요한 지역에 파견할 수 있다.
제5조 중 "경찰청장이나 해양경찰청장"을 "경찰청장(국민안전처장관이 기동대를 편성한 경우에는 국민안전처장관을 말한다. 이하 같다)"으로 한다. 
제6조 본문 중 "경찰청장이나 해양경찰청장"을 "경찰청장"으로 하고, 같은 조 단서 중 "경찰청 또는 해양경찰청의 과장"을 "과장"으로 한다. 
제7조 중 "경찰청장이나 해양경찰청장"을 "경찰청장"으로 한다.
<132>부터 <258>까지 생략
제7조 생략
부      칙 <법률 제14839호,  2017. 7. 26.>  (정부조직법)
제1조(시행일) ① 이 법은 공포한 날부터 시행한다. 다만, 부칙 제5조에 따라 개정되는 법률 중 이 법 시행 전에 공포되었으나 시행일이 도래하지 아니한 법률을 개정한 부분은 각각 해당 법률의 시행일부터 시행한다.

제2조부터 제4조까지 생략
제5조(다른 법률의 개정) ①부터 <117>까지 생략
<118> 경찰직무 응원법 일부를 다음과 같이 개정한다.
제1조제1항, 제2조 및 제3조 중 "지방해양경비안전관서"를 각각 "지방해양경찰관서"로 한다.
제1조제2항을 다음과 같이 한다.
② 경찰청장이나 해양경찰청장은 돌발사태를 진압하거나 특수지구를 경비할 때 긴급한 경우 지방경찰청장, 소속 경찰기관의 장 또는 지방해양경찰관서의 장에게 다른 지방경찰청 또는 지방해양경찰관서의 경찰관을 응원하도록 소속 경찰관의 파견을 명할 수 있다.
제4조를 다음과 같이 한다. 
제4조(기동대의 편성) 경찰청장 또는 해양경찰청장은 돌발사태를 진압하거나 특수지구를 경비하도록 하기 위하여 특히 필요할 때에는 소속 경찰관으로 경찰기동대(이하 "기동대"라 한다)를 편성하여 필요한 지역에 파견할 수 있다.
제5조 중 "경찰청장(국민안전처장관이 기동대를 편성한 경우에는 국민안전처장관을 말한다. 이하 같다)"을 "경찰청장이나 해양경찰청장"으로 한다. 
제6조 본문 및 제7조 중 "경찰청장"을 각각 "경찰청장이나 해양경찰청장"으로 한다.
<119>부터 <382>까지 생략
제6조 생략